# Trabala
Trabala is een geslacht van vlinders uit de familie van de spinners (Lasiocampidae).
De wetenschappelijke naam van het geslacht werd in 1856 gepubliceerd door Francis Walker. Hij had dit geslacht eerst Amydona genoemd, een naam die echter reeds in gebruik bleek.
De mannetjes van de soorten in dit geslacht zijn in leven opvallend groen en lijken soms sterk op kleine blaadjes. De vrouwtjes zijn meestal lichter of donkerder geel, okerkleurig of bruin.
Soorten uit dit geslacht komen voor in Zuidoost-Azië, tropisch Afrika en Madagaskar. Walter Karl Johann Roepke beschreef rond 1951 een aantal nieuwe soorten uit Java en Sumatra, en gaf die namen uit het Boeddhisme en Hindoeïsme: Trabala krishna, T. ganesha, T. brahma, T. shiva, T. garuda, T. indra (synoniem van T. viridana), T. arjuna, T. gautama. Hij volgde daarmee de naamgeving van de eerst beschreven soort, Trabala vishnou.

## Soorten
- T. aethiopica (Strand, 1912)
- T. arjuna Roepke, 1951
- T. bhatara Roepke, 1955
- T. bouraq Holloway, 1987
- T. brahma Roepke, 1951
- T. burchardii (Dewitz, 1881)
- T. charon Druce, 1910
- T. durga Roepke, 1951
- T. ganesha Roepke, 1951
- T. garuda Roepke, 1951
- T. gautama Roepke, 1951
- T. hantu Roepke, 1951
- T. irrorata Moore, 1884
- T. krishna Roepke, 1951
- T. lambourni Bethune-Baker, 1911
- T. leopoldi Tams, 1935
- T. mahatma Roepke, 1951
- T. mahedeva Roepke, 1951
- T. owadai Holloway, 1990
- T. pallida (Walker, 1855)
- T. prasinophena Tams, 1931
- T. rama Roepke, 1951
- T. rotundapex Holloway, 1976
- T. shiva Roepke, 1951
- T. splendida Oberthür, 1880
- T. subadra Roepke, 1951
- T. sudara Roepke, 1951
- T. sugata Roepke, 1955
- T. viridana Joicey & Talbot, 1917
- T. vishnou (Lefèbvre, 1827)